# Колонія-Булгаре
Колонія-Булгаре (рум. Colonia Bulgară) — село у повіті Тіміш в Румунії. Входить до складу комуни Дудештій-Векі.
Село розташоване на відстані 481 км на північний захід від Бухареста, 73 км на північний захід від Тімішоари.

## Населення
За даними перепису населення 2002 року у селі проживали 34 особи.
Національний склад населення села:
| Національність | Кількість осіб | Відсоток |
| -------------- | -------------- | -------- |
| румуни         | 17             | 50,0%    |
| угорці         | 10             | 29,4%    |
| цигани         | 5              | 14,7%    |

Рідною мовою назвали:
| Мова      | Кількість осіб | Відсоток |
| --------- | -------------- | -------- |
| румунська | 17             | 50,0%    |
| угорська  | 10             | 29,4%    |
| циганська | 5              | 14,7%    |